# Fuyuka Kosuga
Fuyuka Kosuga (小数賀芙由香, Kosuga Fuyuka, née le 19 novembre 1997 à Kanagawa, au Japon) est une chanteuse et idole japonaise du Hello! Pro Egg.
En août 2011, elle est choisie par le producteur Tsunku après une audition nationale pour rejoindre S/mileage, avec quatre autres nouvelles membres. Elle est également prévue participer au groupe Mobekimasu avec les autres membres du H!P, mais il est annoncé le 10 septembre suivant qu'elle souffe d'une sévère anémie et doit quitter ses groupes. Elle rejoint cependant les autres élèves au sein du Hello! Pro Egg. Elle figure cependant sur le single de S/mileage Tachia Girl, enregistré et produit pendant sa courte présence dans le groupe, qui sort trois semaines après son départ.

## Groupe du Hello! Project
- S/mileage (2011)
- Hello! Pro Egg (2012-2014)

## Discographie
Single avec S/mileage
- 28 septembre 2011 : Tachia Girl

## Filmographie
Dramas
- 2010 : Keishichou Keizoku Sousahan (警視庁継続捜査班) (Taguchi Akina)

## Liens
- (ja) Site officiel du Hello! Pro Egg